# Kazimierz Niemirowicz-Szczytt

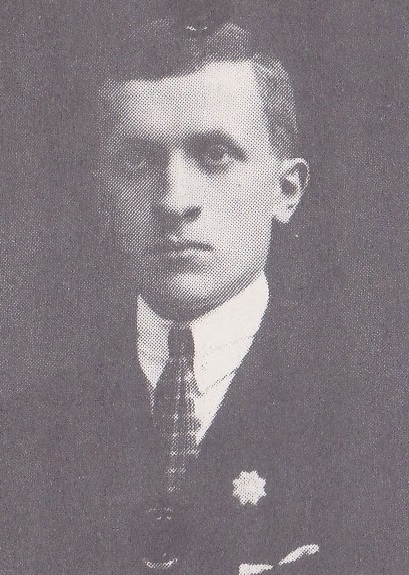
Kazimierz Niemirowicz-Szczytt, zdjęcie z czasów studenckich

Kazimierz Niemirowicz-Szczytt (ur. 14 listopada 1901 w Kożangródku, zm. 1940 w Katyniu) – polski lekarz neurolog i psychiatra, ofiara zbrodni katyńskiej.

## Życiorys
Syn Iścisława i Aleksandry z Mogilnickich. Brat Krzysztofa. Prawnuk Józefa Niemirowicza-Szczytta.
Po ukończeniu gimnazjum w 1921 studiował na Wydziale Lekarskim Uniwersytetu Stefana Batorego w Wilnie. W 1927 asystent Kliniki Psychiatrycznej Uniwersytetu Stefana Batorego. Tytuł doktora wszechnauk medycznych otrzymał w 1928. Następnie był asystentem w Klinice Chorób Umysłowych przy ul. Konwiktorskiej w Warszawie. Od 1937 zastępca kierownika Instytutu Higieny Psychicznej – Kazimierza Dąbrowskiego, założyciela i pierwszego kierownika tej instytucji.
W 1920 roku zgłosił się jako ochotnik do Wojska Polskiego. Na stopień porucznika został mianowany ze starszeństwem z 1 stycznia 1937 i 61. lokatą w korpusie oficerów rezerwy zdrowia, grupa lekarzy.
W 1939 zmobilizowany, przydzielony do Kadry Zapasowej 1 Szpitala Okręgowego w Warszawie, ewakuowany potem na wschód, gdzie wraz z innymi oficerami, w tym ze swoim długoletnim przyjacielem Karolem Mikulskim trafił do niewoli sowieckiej (Karolowi Mikulskiemu udało się uciec z transportu kolejowego, o czym w filmie Śmierć psychiatry. Eugenika i totalitaryzm opowiada jego córka Izabella Galicka). Więzień obozu w Kozielsku, zginął w Lesie Katyńskim.
5 października 2007 minister obrony narodowej Aleksander Szczygło mianował go pośmiertnie na stopień kapitana. Awans został ogłoszony 9 listopada 2007, w Warszawie, w trakcie uroczystości „Katyń Pamiętamy – Uczcijmy Pamięć Bohaterów”.
W siedzibie Okręgowej Izby Lekarskiej w Szczecinie znajduje się tablica pamiątkowa, na której Niemirowicz-Szczytt jest wymieniony.
W 1933 roku w Krakowie poślubił Marię z domu Herniczek (1905–1982), pochodzącą z rodziny ziemiańskiej, z zawodu pielęgniarkę. Maria Herniczek była córką Edwarda i Anieli z Paszkiewiczów, siostrą cioteczną Ludwika Paszkiewicza i Heleny Kurcyuszowej oraz kuzynką Witolda Gombrowicza. Kazimierz i Maria Niemirowicz-Szczytt mieli troje dzieci: Annę, Jana i Krzysztofa.
Jan Niemirowicz-Szczytt w 1965 brał udział w akcjach studenckich na Uniwersytecie Warszawskim, polegających na organizowaniu wsparcia finansowego (zbiórki pieniężne) dla rodzin Karola Modzelewskiego i Jacka Kuronia, którzy byli wówczas aresztowani w związku z opublikowaniem słynnego „Listu otwartego do Partii”. W konsekwencji wraz z innymi obwinionymi (m.in. z Adamem Michnikiem i Sewerynem Blumsztajnem) stanął przed Komisją Dyscyplinarną dla Studentów Uniwersytetu Warszawskiego, która wymierzyła mu karę dyscyplinarną nagany.
Kazimierz był bratem Krzysztofa Niemirowicza-Szczytta (1893–1940), absolwenta Wydziału Przyrodniczego Uniwersytetu w Petersburgu, ziemianina i działacza politycznego - m.in. w latach 1934–1937 naczelnika Wydziału Produkcji Roślinnej i zastępcy dyrektora Izby Rolniczej w Wilnie oraz posła na Sejm V Kadencji (1938–1939), w którym pełnił funkcję sekretarza Komisji Spraw Zagranicznych.

## Prace
- Bychowski G, Kaczyński M, Konopka C, Szczytt K. Doświadczenia i dotychczasowe wyniki leczenia insuliną chorób psychicznych. Rocznik Psychiatryczny 28, ss. 105–135 (1936)
- Dreszer R, Szczytt K. Dwa przypadki psychoz okresowych z cyklem menstruacyjnym. Rocznik Psychiatryczny 21, ss. 79-90 (1933)
- Kaczyński M, Szczytt K. Wahania chronaksji przedsionkowej pod wpływem niektórych środków farmakologicznych u psychicznie chorych. Rocznik Psychiatryczny 26/27, ss. 43-66 (1936)